# Honoré Rakotomanana
Honoré Rakotomanana est un juge et homme d'État malgache, président du Sénat de Madagascar de 2001 à 2002 puis de 2016 à 2017. 

## Biographie
Président de la Haute Cour constitutionnelle (HCC) de 1982 à 1991, président du Sénat en 2001, membre de l'AREMA, Honoré Rakotomanana est, élu le 9 février 2016 président de la chambre haute.
Il a été le premier procureur adjoint du Tribunal pénal international pour le Rwanda en 1995 mais, à la suite du rapport Karl Paschke, il a été forcé à la démission pour incompétence en 1997.
Il donne sa démission de la présidence du Sénat le 31 octobre 2017, laissant sa place à Rivo Rakotovao.